# اخراجی‌ها (مجموعه‌فیلم)
اخراجی‌ها به نویسندگی و کارگردانی مسعود ده‌نمکی، سه‌گانه فیلمی که است که اولین قسمت آن در سال ۱۳۸۶ اکران شد و فروشی بیش از ۲ میلیارد تومان داشت. در سال ۱۳۸۷ قسمت دوم اخراجی‌ها با فروش ۸٬۵۰۰٬۰۰۰٬۰۰۰ تومان پرفروشترین فیلم تاریخ سینمای ایران لقب گرفت. قسمت سوم نیز در سال ۱۳۸۹ تولید شد و جز اکران نوروزی سال ۱۳۹۰ قرار گرفت و توانست حدوداً ۶ میلیارد در سینما فروش داشته باشد و عنوان پرفروشترین فیلم سال ۱۳۹۰ را از آن خود کرد.

## داستان فیلم
قسمت ۱: مجید از اراذل جنوب تهران عاشق دختر پیرمرد عارفی به نام میرزا می‌شود. میرزا شرط ازدواج مجید و دخترش را سر به راه شدن او می‌داند. مجید تصمیم می‌گیرد برای اثبات سر به راه شدن خود به جبهه برود که بقیه دوستانش نیز همراه او می‌شوند.
قسمت ۲: این داستان ادامه داستان اخراجی‌ها یک است. در اوایل فیلم عراقی‌ها اقدام به کشتن مجروحین می‌کنند و اخراجی‌های اسیر شده را به یک اردوگاه به سرپرستی رسول می‌برند. از طرف دیگر، خانواده آن‌ها که قصد مسافرت به مشهد را داشتند، توسط سازمان مجاهدین خلق ایران با ربودن هواپیما و نشاندن آن در عراق ایشان را ترغیب به اعطای درخواست پناهندگی به صدام حسین می‌کنند. مسافران که خانواده‌های اخراجی‌ها هم جزو آن‌ها بودند، برگه درخواست پناهندگی را پاره کرده و سرود ای ایران را می‌خوانند.
قسمت ۳: بعد از پایان جنگ، اخراجی آزاد می‌شوند و این فیلم دوران پیری آنها را به تصویر می‌کشد. اخراجی‌ها ۳ یک نگاه منتقدانه به مناسبات سیاسی و اجتماعی بعد از جنگ دارد که با زبان طنز بیان می‌شود.